# いけちゃん
いけちゃん（1997年9月20日 -）は、日本のYouTuber。秋田県出身。本名は非公開であるが、名字の最初の文字は「池」である。YouTuberの他に、グラビアアイドルやラウンドガールとしても活動する。

## 経歴
2021年、ミスiD2021でVoCE賞・文藝賞を受賞する。
2022年、グラビアやSNSにて注目された美女8人で結成されたユニット「ハネルガールズ2023」の一員として、『週刊ヤングジャンプ』2023年1月31日号（No.6/7合併号）の表紙や巻頭・巻中・巻末のグラビアを飾った。週プレ グラジャパ! 話題賞を受賞。同年の『週刊ヤングジャンプ』4月6日号（No.17）で雑誌単独初表紙。
2023年4月にはラップバトルであるFSLのFSLガールに就任。
2023年12月に一級建築士試験に合格し、現在は建築事務所と兼業中である。
2024年4月から秋田県雄勝郡東成瀬村で古民家の改修を行っている。また、2025年に第二種電気工事士の試験に合格した。
2025年7月に箕輪厚介との不倫スキャンダルが報じられた。報道を受け、いけちゃん本人も事実関係を認め謝罪した。

## 人物
- 秋田県立秋田高等学校出身[13]。親や周囲の期待に応えようとしていた高校時代にうつ病とアスペルガーと診断される[14]。2025年には「学内食堂半日店長」として母校に招かれ凱旋した[13]。
- 大学受験に失敗して、浪人中に出た一人旅をきっかけにライバー、Youtuberとなる。大学卒業時点で登録者約20万人となり収益化できるようになったという[14]。一人旅の内容から、「ぼっち系YouTuber」とも呼ばれる[15]。
- 物理と美術が得意だったことで建築学科を選択[14]。もともとは建築業界や建築士になるつもりはなかった[14]。専業YouTuberを経て、何のために大学に行ったのかを考えた末、一級建築士資格を目指し始めた[14]。
- 大学1年時にアマチュアでサロンモデルの経験があり、水着グラビアには抵抗がなかった[16]。グラビア被写体としての仕事は、30歳ごろまでに辞める予定とインタビューでは答えている[16]。

## 書籍

### 写真集
- いけとりっぷ（2023年4月21日、集英社、撮影:藤本和典）[17]

#### デジタル写真集
- ありふれない（2022年1月24日、集英社）[18]
- 週プレ PHOTO BOOK きままに。～prologue～（2022年6月6日、集英社）
- AS FREE AS A BIRD（2022年10月17日、集英社）
- YJ PHOTO BOOK モテあそぶ（2022年10月20日、集英社）
- 人気YouTuberと癒やしの休日（2022年11月15日、講談社）
- ウワサのYouTuberを独り占めッ！（2022年11月15日、講談社）
- 秘密の自習室（2023年1月31日、光文社）
- ミタカたいむとりっぷ（2023年2月28日、KADOKAWA）
- YJ PHOTO BOOK 彼女の正しい美しさ（2023年3月23日、集英社）
- MOMENT IN YOUR LIFE（2023年7月28日、イマジカインフォス）[19]
- もっと彼女を好きになる（2023年9月5日、双葉社）
- いけジャーニー（2023年10月30日、小学館）
- 彼女の素顔（2024年1月12日、光文社）[1]
- WANDERER（2024年7月1日、集英社）